# Airenosinos
Los airenosinos (de la voz latina ÆRENOSI, y a su vez del griego original Αἰρηνοσίους) fueron un pueblo prerromano de la península ibérica, localizados en los Pirineos. La única mención que se tiene constancia de ellos es de Polibio en sus Historias: 

Ἐπιτελέσας δὲ τὰ προειρημένα κατὰ τὴν παραχειμασίαν καὶ παρασκευάσας ἱκανὴν ἀσφάλειαν τοῖς τε κατὰ τὴν Λιβύην καὶ τοῖς ἐν Ἰβηρίᾳ πράγμασι, παραγενομένης τῆς ταχθείσης ἡμέρας, προῆγε, πεζῶν μὲν ἔχων εἰς ἐννέα μυριάδας, ἱππεῖς δὲ περὶ μυρίους καὶ δισχιλίους. καὶ διαβὰς τὸν Ἴβηρα ποταμὸν κατεστρέφετο τό τε τῶν Ἰλουργητῶν ἔθνος καὶ Βαργουσίων ἔτι δὲ τοὺς Αἰρηνοσίους καὶ τοὺς Ἀνδοσίνους μέχρι τῆς προσαγορευομένης Πυρήνης.

Evacuados estos asuntos en el transcurso del invierno, y puesto el conveniente resguardo en las cosas de Libia e Iberia, sacó su ejército el día señalado, compuesto de noventa mil infantes y cerca de doce mil caballos. Pasado que hubo el Ebro, sojuzgó los ilergetes, bargusios, airenosinos y los andosinos, pueblos que se extienden hasta los Pirineos.
Polibio, Historias III, 35

Por esta descripción, en la que describe el paso de los ejércitos de Aníbal por el Pirineo, se cree que el paso fue realizado siguiendo el río Segre, desde los llanos de Lérida y transcurriendo por las comarcas de Noguera, Alto Urgel, y alcanzando el altiplano de la Cerdaña, donde tomó contacto con esos pueblos prerromanos. Por la derivación etimológica de esos términos se suele suponer que su orden responde a una localización de sur a norte, relacionando a los ilergetes con la tribu situada en buena parte de la plana de Lleida; a los bargusios enmarcados en la zona sur del Alto Urgel y otras áreas al este, tal vez relacionados con el origen etimológico de Berga, a los airenosinos más al norte, en la zona central del Alto Urgel, el Pallars Sobirá y probablemente relacionados etimológicamente con el Valle de Arán. Es probable que el territorio de los airenosinos no se limitara sólo a los valles araneses de hoy en día, sino también por los valles próximos, como los del Pallars y otros valles por donde discurre el Garona.